# Collines Gemini
Collines Gemini ( engelska Gemini Hills) är en mindre bergskedja i provinsen Québec i Kanada. Den ligger i regionen Abitibi-Témiscamingue, i den sydöstra delen av landet, 400 km nordväst om huvudstaden Ottawa. 

## Beskrivning
Gemini Hills består av tre låga toppar som beskrivs som kullar.  Den är en del av den kanadensiska skölden och har en höjd som varierar mellan 370 och 380 meter. Öster om Chicobisjön rinner floden Desboues längs bergens västra flank. Berget ligger nordväst om Berry.